# Case Study Houses
A Case Study Houses foram experimentos na arquitetura residencial americana patrocinado pela revista Arts & Architecture, que comissionou os arquitetos mais importantes da época, incluindo Richard Neutra, Rafael Soriano, Craig Ellwood, Charles e Ray Eames, Pierre Koenig e Eero Saarinen, para projetar e construir baratas e eficientes casas modelo para o boom imobiliário dos Estados Unidos causado pelo fim da II Guerra Mundial e o retorno de milhões de soldados.
O programa funcionou de forma intermitente desde 1945 até 1966. As seis primeiras casas foram construídas em 1948 e atraiu mais de 350.000 visitantes. Embora nem todos os 36 projetos foram construídos, a maioria daqueles que foram construídos estão em Los Angeles, alguns em São Francisco, e um deles foi construído em Phoenix, Arizona. Alguns apareceram na revista icônicas em preto e branco pelo fotógrafo de arquitetura Julius Shulman.